# Преживни
Преживните (Ruminantia) са подразред бозайници от разред Чифтокопитни (Artiodactyla).
Той включва много добре познати животни, като говеда, овце, кози, елени и антилопи. Всички те преживят - след като сдъвчат и глътнат храната си, отново предъвкват частично ферментиралия материал, за да извлекат допълнителни хранителни вещества. В същото време подразредът не включва всички преживящи животни — например, хипопотамите, ленивците и някои гризачи.

## Семейства
Подразред Ruminantia — Преживни
- Семейство Antilocapridae – Вилорогови
- Семейство Bovidae – Кухороги
- Семейство Cervidae – Еленови
- Семейство Giraffidae – Жирафи
- Семейство Moschidae – Кабарги
- Семейство Tragulidae – Еленчета